# Demiricous
Demiricous é uma banda de death metal e thrash metal de Indianápolis, Estados Unidos. Lançaram no dia 24 de janeiro de 2006 seu primeiro álbum (one) Hellbound. Pouco conhecida mas muito bem aceita, com influências claras de Slayer.

## Integrantes
- Nate Olp - vocal, baixo
- Ben Parrish - guitarra
- Scott Wilson - guitarra
- Dustin Boltjes - bateria

## Discografia
- One (Hellbound) (2006)
- Two (Poverty) (2007)